# Timo Brunke

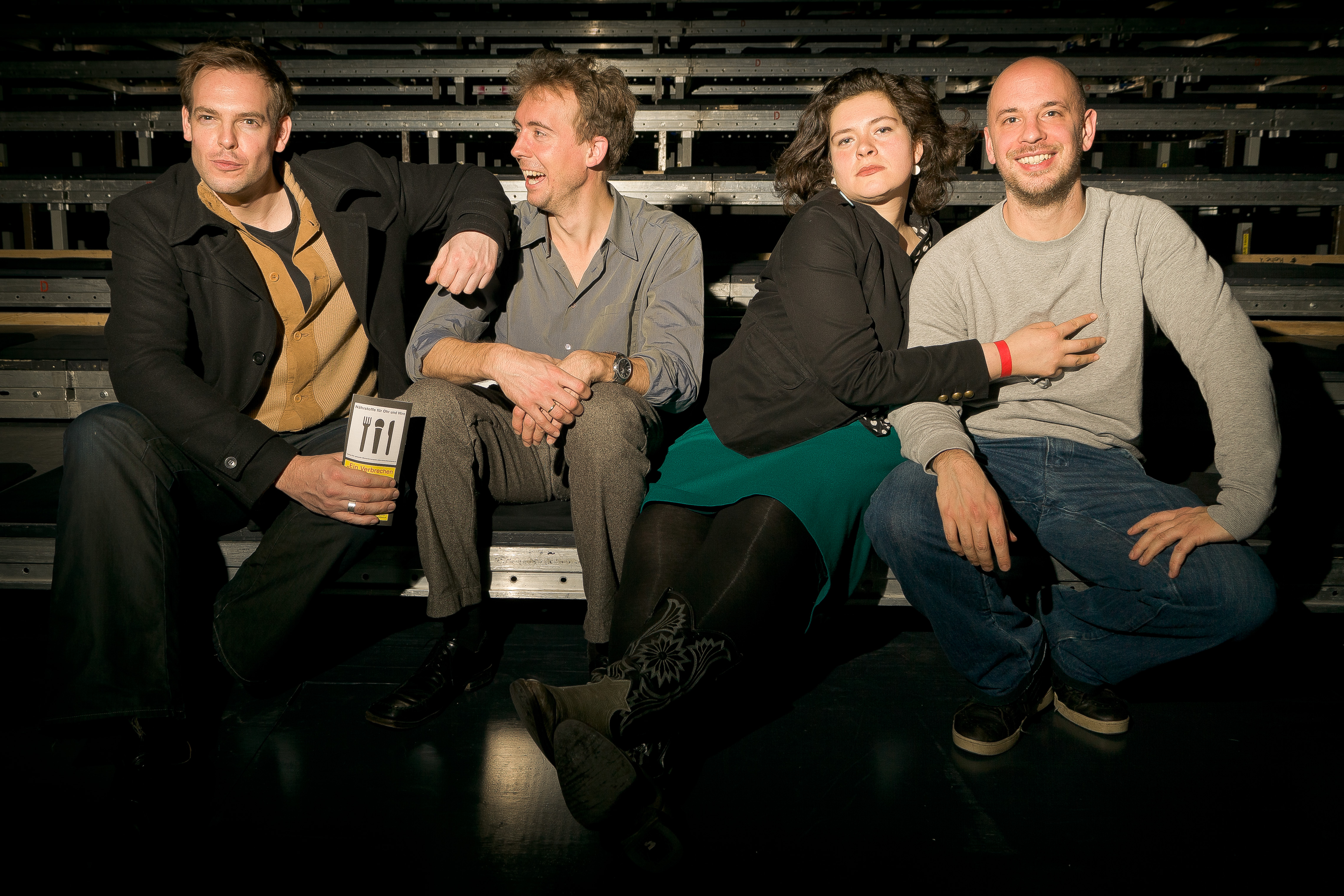
Bas Böttcher, Timo Brunke, Nora-Eugenie Gomringer und Dalibor Markovic beim „Poetry Slam Festival Zurich 2010“ (von links)

Timo Brunke (* 11. März 1972 in Stuttgart) ist ein deutscher Wortkünstler, Dichter und Autor.

## Leben
Timo Brunke trat seit seiner Schulzeit als literarischer Kabarettist auf und entwickelte seit Ende der 1980er Jahre, zunächst von dort aus, dann ab Ende der 1990er Jahre als Protagonist und Netzwerker der deutschsprachigen Poetry-Slam-Szene, eigene Formen der Spielpoesie, des Spoken Word, der Slam-Poesie und der experimentellen Dichtung.
Brunke studierte von 1994 bis 1998 Evangelische Theologie an der Eberhard Karls Universität Tübingen.
Von 1994 bis 1998 war er aktives Mitglied der Autorengruppe Tübinger Holzmarkt. Von 1998 bis 2000 absolvierte er eine Schauspielausbildung bei Frieder Nögge und war zwischen 2002 und 2006 Schüler in Christof Stählins Liedermacherschule SAGO, der späteren Akademie für Poesie und Musik in Mainz.
Seit 1993 ist Timo Brunke mit kontinuierlich neuen Programmen als fahrender Poet, Rhapsode und Sprachspielkünstler auf Bühnen im In- und Ausland zu erleben. 1999 gründete er den Stuttgarter Poetry Slam im dortigen Club Rosenau. 2008 übertrug er die Rolle des Stuttgarter Slammasters auf Thomas Geyer.
Seit 2001 engagiert sich Timo Brunke in der Kulturellen Bildung. Bei seinen Auftritten und in seinen Lesungen, Sprachspielveranstaltungen und Kursen wirbt er für einen schöpferischen Umgang mit dem gesprochenen Wort. Von 2006 bis 2012 leitete Timo Brunke das Langzeit-Unterrichtsprojekt „Wort und Spiele“ des Stuttgarter Literaturhauses. Seit 2013 vermittelt er dort seine Poetik als Weiterbildungscurriculum „Wort und Spiel“ für Deutschlehrerinnen und Deutschlehrer.
Die deutsche Sprache im Ausland vermittelt er auch im Auftrag verschiedener Goethe-Institute. Auftritte und Workshops führten ihn u. a. nach Almaty, Brno, Brüssel, Bangkok, Kopenhagen, Ljubljana, London, Prag, Rio de Janeiro, Rom, São Paulo, Skopje oder Zagreb.
2006 bis 2008 begleitete er Bas Böttcher mit dessen 
Textbox-Projekt nach Paris (Centre Pompidou), Peking, Berlin (Neue Nationalgalerie), Abu Dhabi Bangkok und Madrid.
In der Auseinandersetzung um das Bahnhofsprojekt Stuttgart 21 verfasste Brunke 2010 auf Schillers und Beethovens „Ode an die Freude“ die Strophen zu dem Lied „Freunde schöner Kopfbahnhöfe“, das sich zur Hymne des Widerstands gegen das Bauvorhaben entwickelte.
Timo Brunke ist verheiratet mit der Journalistin Angelika Brunke und lebt mit seiner Familie in Stuttgart.

## Poetik
Timo Brunke benennt seine künstlerische Arbeit mit dem Neologismus „Metrogarde“, sich selbst bezeichnet er als „Bühnenpoeten“. In Abgrenzung zum Avantgarde-Konzept des 20. Jahrhunderts sieht Brunke auf die Künstler des 21. Jahrhunderts die Aufgabe zukommen, in den unterschiedlichsten Kontexten und Milieus stil- und niveaubildend tätig zu werden. Auf Distanz zum Massenentertainment einerseits wie zum Hermetismus einer L’art pour l’art andererseits habe der Poet, der Künstler der Gegenwart, „nach draußen“ zu gehen, 

„um dort, vor Ort, im unwegsamen Gelände, eine Mitte zu schaffen, das wärmende Lagerfeuer der Kultur mit den Mitteln des Spiels, der liebevollen Irritation und des engagierten Eigenmanagements wie der Vernetzung und durchaus im Sinne einer geistigen Dienstleistung, die sich selbst Gesetze schafft, zu entfachen.“

## Auszeichnungen
- 2010: Warum heißt das so? wird vom österreichischen Wissenschaftsministerium zum besten Wissenschaftsbuch des Jahres 2010 in der Sparte „Junior Wissen“ gekürt.[8]
- 2011: Förderpreis des Schubart-Literaturpreises[9]
- 2011 wurde Brunke mit seinem Projekt Wort und Spiele – Sprachwerkstatt im Deutschunterricht in der Jubiläumsaktion „Die Verantwortlichen“ der Robert Bosch Stiftung vorgestellt.[10]

## Werke

### Bühnenproduktionen
- Erpichte Gedichte – Lyrische Pfirsiche (1993)
- Mundschellen in Hülle – Ohrfeigen in Fülle (1995)
- Der Große Trinkspruch vom Ersten und vom Nächsten Schluck (1996)
- Die Weisheit der Jordanbinse (1998)
- Strudelgegurgel (1999)
- Verselust (2000)
- Per Vers (2001)
- Pension Brunke (2004)
- Mörikes Eros (2004)
- Vom Verstand in den Mund (2006)
- All das. All diese Dinge. (2007)
- Kehle-Seele-D’u, Kantate von der Macht der Stimme; gemeinsam mit Jaap Blonk, Auftragsarbeit: Akademie für gesprochenes Wort (2008)
- Sprache plus X, Auftragsarbeit: Institut für Deutsche Sprache (2009)

- Vom Übergang des Abendlandes – Slampoesie an Musik mit Scott Roller (2011)
- Durchs Reich der tiefen Töne – Bühnenpoesie in Kooperation mit dem Kontrabaßquartett „Bassics“ (2012)
- Der Karneval der Tiere – neu erzählt (2013)
- Matinee mit Goldrand für Jean Paul, zusammen mit Armin Elhardt (2013)(www.edition-wuz.de)
- Sensenmann-Sensorium zusammen mit Scott Roller (2013)
- Frau Reim und Herr Räp – eine Wortsause für Kinder ab 6 Jahren (2015)

### Sonstige Beiträge
- Wöchentliche Verskolumnen für die Stuttgarter Zeitung (von Herbst 2009 bis Sommer 2011)
- Paläopoesie (2008) Texte für den Audioguide Staatliches Museum für Naturkunde Stuttgart

### Sprachstücke
- Pastiorale – Hommage an Oskar Pastior für sieben Sprechstimmen (2007)
- Kommunikazumutung – Verzweit UA (2008)

### Tonträger
- Lyrik: Teil zwei (4 Audio CDs) Der Hörverlag, München 2002, ISBN 3-89584-987-1.
- All das. All diese Dinge. Poetry. (Audio-CD) Verlag Der Gesunde Menschenversand, Bern/Luzern 2006, ISBN 3-9522993-3-2.